# 定点清除

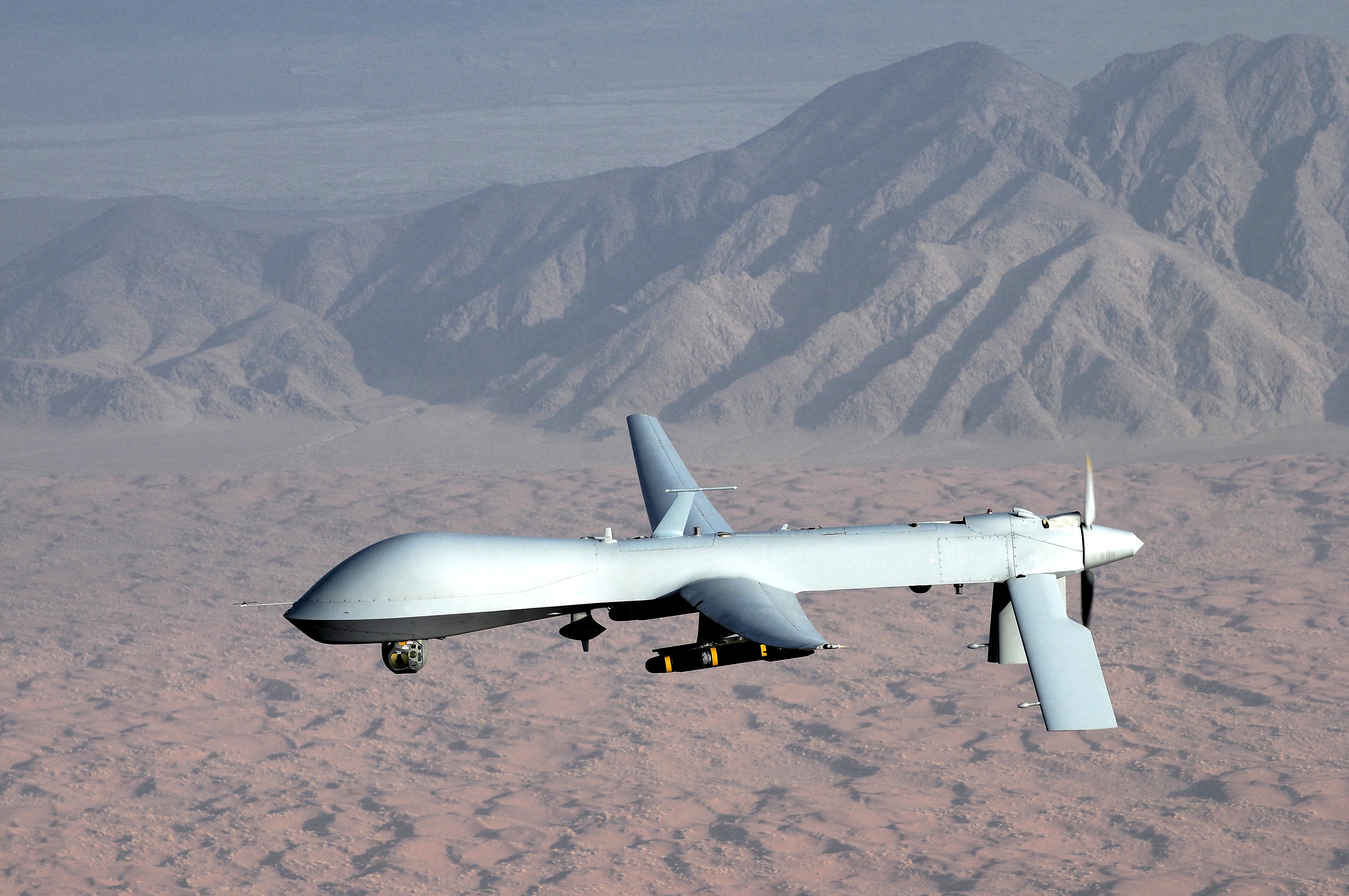
战斗无人机，如捕食者无人机，主要用于定点清除

定点清除，又称定点杀戮、目標追殺、目標射殺，是由政府实施的一种杀人形式。一些分析人士认为，它是国家组织或机构在司法程序之外或战场之外暗杀知名人士的一种现代化及委婉说法。
自20世纪末以来，定点清除的法律地位已经成为各国内部和各国之间争论的话题。从历史上看，至少从十八世纪中叶开始，西方的思维方式普遍认为，将暗杀作为一种治国手段是非法的。一些学者、军事人员和官员认为，在自卫的背景下，针对恐怖分子或参与不对称战争的战斗人员使用定点清除是合法的。他们认为，无人机比有人载具更人道、更准确，而且定点清除或“点名清除”不会发生在宣战状态之外的任何情况下。
有美国国会议员与学者、媒体人物、民权团体和前中央情报局驻伊斯兰堡站长罗伯特·格雷尼尔批评定点清除是一种法外处决，根据美国法律和国际法，这可能是非法行为。根据Reprieve提供的统计分析，美国每试图暗杀一名成年人，就有9名儿童被杀害，并且在多次试图杀死艾曼·扎瓦赫里的失败尝试中，中央情报局杀死了76名儿童和29名成年旁观者。 
对于定点清除是否是一种有效的反恐战略，学者们也存在分歧。

## 非洲
在索马里内战期间，肖恩·德弗罗（Sean Devereux）在被暗杀之前，将基斯马尤军阀的酷刑和杀戮描述为“定点清除，一种种族清洗”。 
同样在非洲，路透社称，卢旺达种族灭绝期间，胡图族军队和民兵在卢旺达“定点清除政治对手”。美国国务院报告称，“政治上有针对性的杀戮（politically targeted killings）”是卢旺达全面屠杀的前奏。

## 美洲

### 中美洲和南美洲

兀鹰行动参与者。绿色：活跃成员。蓝色：参与协作

美国支持的兀鹰行动是拉丁美洲右翼独裁政权的政治镇压和国家恐怖主义活动，涉及暗杀政治反对派和持不同政见者。国家安全档案馆的报告称，“兀鹰行动的主要受害者包括在布宜诺斯艾利斯被谋杀的两名前乌拉圭立法委员和玻利维亚前总统胡安·何塞·托雷斯、智利前内政部长贝尔纳多·莱顿，以及在华盛顿市中心被汽车炸弹刺杀的智利前外交官奥兰多·莱特列尔和他26岁的美国同事龙尼·墨菲特”。

### 美国贩毒集团
在谈到1989年华盛顿特区贩毒集团的杀戮事件时，市长马里恩·巴里（Marion Barry）做出来以下声名狼藉的论述：“华盛顿不应被称为世界谋杀之都。（因为）我们是世界的定点清除之都。”巴里说，华盛顿贩毒集团“有针对性的杀戮”与美国禁酒令时期的“艾尔·卡彭和艾略特·尼斯”时期的情况相当。 

### 美国政府
美国定点清除的一个早期例子是二战期间的复仇行动。这次行动击落了珍珠港事件的高级策划者山本五十六的飞机。

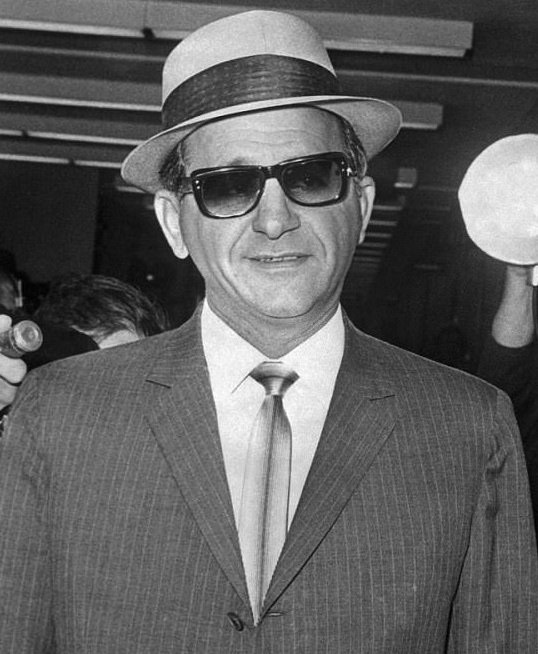
中央情报局招募了山姆·吉安卡纳（如图）、圣特拉坎特和其他暴徒来暗杀菲德尔·卡斯特罗

越南战争期间，凤凰计划把越共政治领导人作为暗杀目标。
在1976年至2001年期间，美国有一项反对定点清除的规范。
从小布什任期开始，定点清除成为美国政府在反恐战争中的经常使用的一种战术。
美国已将定点清除——在该国境外有意刺杀一名已知的恐怖分子，通常是通过空袭——作为其反恐战略的重要组成部分。 因此，美国以战争的形式合理化猎杀恐怖分子的行为。 “使用战争的模式进行反恐，使政府律师能够区分对恐怖分子的致命攻击与被禁止的暗杀，并将此作为针对敌方战斗人员的合法战场行动进行辩护，这与二战期间日本海军上将山本五十六在飞机中被无争议的定点清除一样。” 

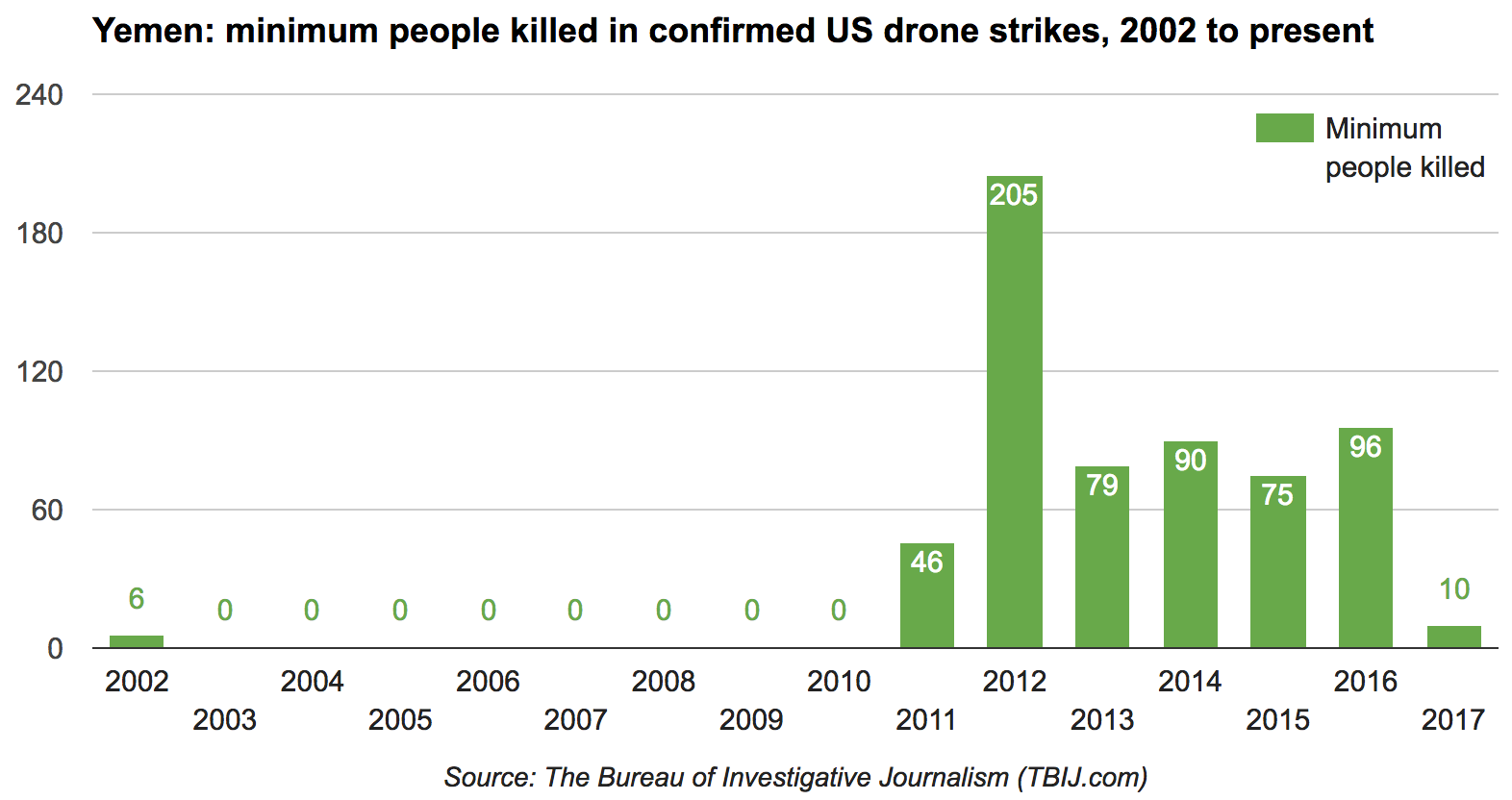
2002年至2017年，美国在也门下令进行无人机袭击的平均伤亡人数图表

美国政府使用无人机打击战术的进一步支持发现于《战略安全杂志》中的一份报告，该报告涉及在人口密集地区使用无人机袭击具有的外科手术性质。作者承认，“的确，使用无人机的战术保证了在复杂的环境中消灭敌人的能力，同时将诉诸战争的政治影响降到最低”。
为无人机袭击提供的国内立法依据是《军事武力使用授权书》（AUMF），这是美国国会两院在2001年9月11日之后整一个星期通过的一项联合决议。授权书允许总统“使用一切必要和适当的武力，打击他认定的计划、授权、实施或协助发生在2001年9月11日的恐怖袭击的国家、组织或个人，或窝藏这些组织或个人”。发表在《战略安全杂志》上的一份报告关注无人机在地缘政治中的未来，这份报告认为美国政府在定点清除行动中使用无人机是“不分青红皂白和不成比例地使用武力，侵犯了巴基斯坦的主权”。
2010年初，经贝拉克·奥巴马总统批准，安瓦尔·奥拉基成为第一个批准被中央情报局定点清除的美国人。奥拉基在2011年9月的一次无人机袭击中丧生。
路透社的一份报告分析了美国无人机在2008年至2010年期间杀死 500 名“武装分子”的情况，发现其中只有8%是中高层组织者或领导人；其余的则是身份不明的步兵。 The Intercept报道称，“在2012年1月至2013年2月之间，美国特种作战部队（在阿富汗东北部）的空袭造成200多人死亡。其中，只有35个是预定目标。根据文件，在为期五个月的行动期间，空袭中丧生的人中有近90%不是预定目标。”

#### 无人机定点清除
2012年4月30日，美国总统国土安全和反恐事务助理约翰·布伦南在威尔逊中心发表了题为“总统反恐战略的道德和效力”的演讲，概述了奥巴马领导的美国联邦政府使用作战无人机杀死基地组织成员。 约翰·布伦南首次承认美国政府使用无人机杀死基地组织的选定成员。
布伦南从国内法和国际法的角度证明了使用无人机的合理性。关于国内法，布伦南说，“作为国内法，（美国）宪法授权总统保护国家免受任何迫在眉睫的攻击威胁。国会在911恐怖袭击后通过的军事武力使用授权书对那些对9.11事件负责的国家、组织和个人“使用一切必要和适当的武力”。授权书中没有任何内容限制在阿富汗对基地组织军事力量的使用。”他进一步说：“作为国际法问题，美国与基地组织、塔利班和相关部队发生武装冲突，以回应911袭击事件，我们也可以使用与我们固有的国家自卫权相匹配的武力。国际法中没有任何内容禁止为此目的使用遥控飞机，也没有任何内容禁止我们在活跃的战场之外对我们的敌人使用致命的武力，至少在有关国家同意或不能或不愿意对威胁采取行动的情况下。” 
这次讲话是在奥巴马授权中情局和美国联合特种作战司令部（JSOC）仅根据目标的情报 "特征"——通过信号拦截、人力来源和空中监视发现的行为模式，以及表明存在重要的特工人员或针对美国利益的阴谋——即可向目标开火的几天之后。根据以前的规定，中情局和美国军方只被允许使用无人机打击已知的恐怖主义头目，这些头目的位置可以得到确认，并出现在中情局和联合司令部的秘密目标名单上。
布伦南的辩护建立在美国高级官员的言论之上，例如国务院高级律师高洪株、美国司法部长埃里克·霍尔德、美国国防部总法律顾问杰·约翰逊和奥巴马总统本人为在阿富汗等所谓的“热战场”之外使用无人机进行了辩护。 

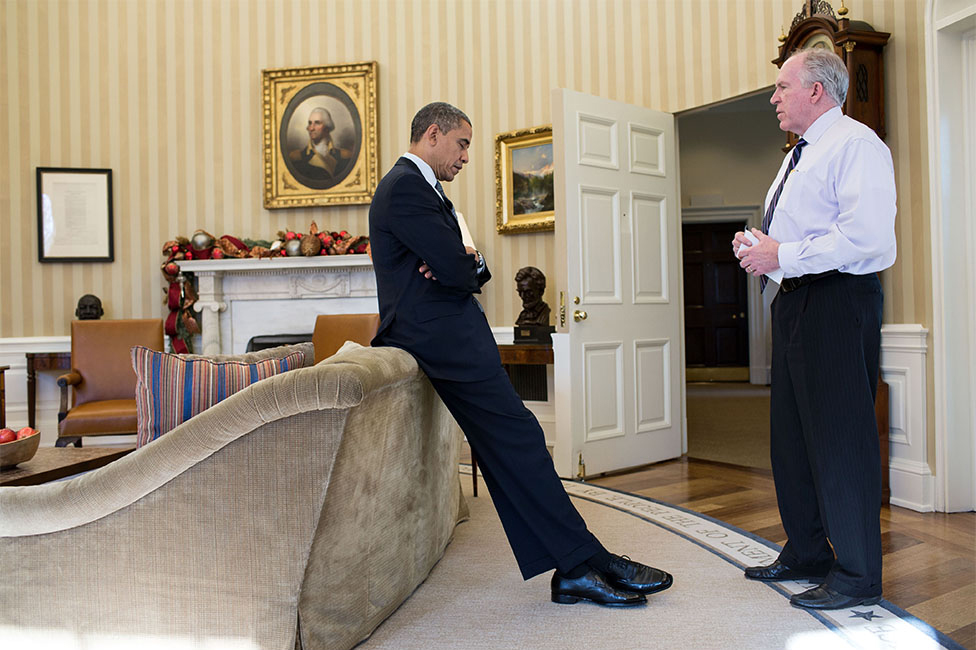
约翰·欧文·布伦南曾任中央情报局局长和美国总统贝拉克·奥巴马的首席反恐顾问

在2011-2012年间，选择战区外目标的过程发生了变化，因此权力集中在以白宫反恐负责人约翰·布伦南为中心的白宫一群人手中。根据新计划，布伦南的工作人员编制潜在目标名单，并在每周一次的白宫会议上由国务院等机构过目一遍列出的名字。 据《纽约时报》，奥巴马总统已将自己置于一个绝密程序的领导地位，以指定杀死或捕获恐怖分子，保留批准致命行动的最终决定权，并签署了在也门、索马里和巴基斯坦的每一次打击。
美国国会对无人机袭击的批评很少见。然而，2012年6月，26名立法者（其中只有两名民主党人）签署了一封给欧巴马的信，质疑所谓的“签名式打击”，在这种打击中，美国对符合某种行为模式的武装人员进行攻击，表明他们参与了恐怖活动。签名式打击在巴基斯坦曾经很普遍，后受到遏制，但在2012年，奥巴马允许中央情报局在也门开展签名式打击，在那里，一个以美国为目标的基地组织分支机构在也门南部建立了一个安全庇护所。议员们对签名式打击可能杀害平民表示担忧。他们补充说：“我们的无人机行动已经几乎没有透明度、问责制或者监督。”
据美国有线电视新闻网国家安全分析员彼得·伯根，虽然小布什政府把重点放在杀死基地组织的重要成员上，但在奥巴马政府期间，作战无人机的使用经历了一个安静的、不为人知的转变，越来越注重杀死好战的步兵，而不是高价值目标。伯根说：“就无人机攻击的目标可以确定而言，在布什的领导下，基地组织成员占所有无人机目标的25%，而塔利班目标则占40%。在奥巴马的领导下，只有8%的目标是基地组织，而塔利班的目标则超过50%。”

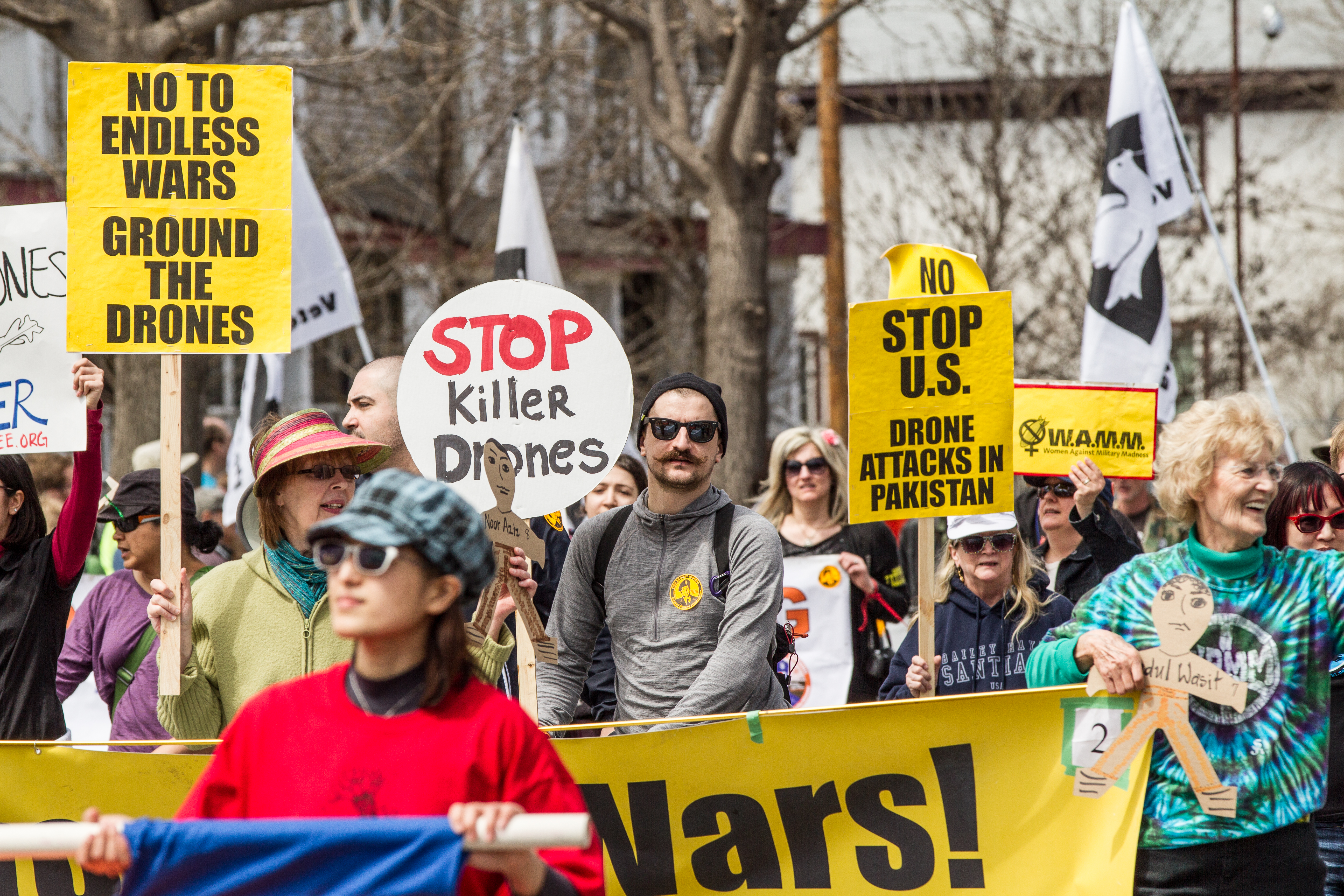
2013年5月5日，明尼阿波利斯反战抗议：“停用杀人无人机”

当美国政府正在考虑是否要杀死一名涉嫌策划恐怖袭击的海外美国人，以及如何根据2013年发布的更严格的目标定位政策合法地这样做时，The Intercept报道说，美国政府主要利用国家安全局的监控来确定海外无人机袭击的目标。作者在The Intercept的报告中详细介绍了用于定位无人机目标的含有缺陷的方法，并导致了无辜的人死亡。据《华盛顿邮报》，国家安全局的分析员和收集员（即控制电子监控设备的国家安全局人员）利用国家安全局复杂的监控能力，在地理上实时追踪个别目标，而无人机和战术部队则将武器对准这些目标，将其消灭。 
中央情报局下令的无人机袭击最终被奥巴马总统终止，奥巴马总统根据单独的法律授权将控制权完全移交给美国军方。特朗普总统在 2017 年推翻了这一决定。2016年奥巴马行政命令要求每年报告美国在战区外空袭造成的平民死亡人数 ，但特朗普政府在2017年没有遵守该命令，随后在2019年被一项行政命令撤销。 据英国广播公司，英国左翼智库调查新闻局称，特朗普上任的前两年发生了2,243次无人机袭击，而奥巴马在任8年期间发生了1,878次。据媒体报道，特朗普政府有时会使用无人机导弹来部署飞行刀片而不是炸药来杀死目标，因为飞行刀片被寄予减少非战斗人员伤亡的期望。据信，这种导弹在2017年定点清除阿尔·马斯里事件中首次参与了战斗。

## 亚洲

### 伊朗
据报道，伊朗伊斯兰共和国和先前的巴列维政权都实施过据称和已证实的暗杀。其中包括出于政治动机，由多个政府的安全部门对持不同政见者和反对派领导人的定点清除。 
据卫报，多名伊朗核科学家被以色列定点清除：马苏德·阿里穆罕默迪、马吉德沙里亚里与Fereydoon Abbasi死于2010年；大流士·礼萨伊内贾德死于2011年，穆斯塔法·艾哈迈迪－罗尚死于2012年。

### 以色列
根据罗南·伯格曼的说法，“自二战以来，以色列使用暗杀和定点清除的次数比任何其他的西方国家都多，在许多情况下危及了平民的生命。” 

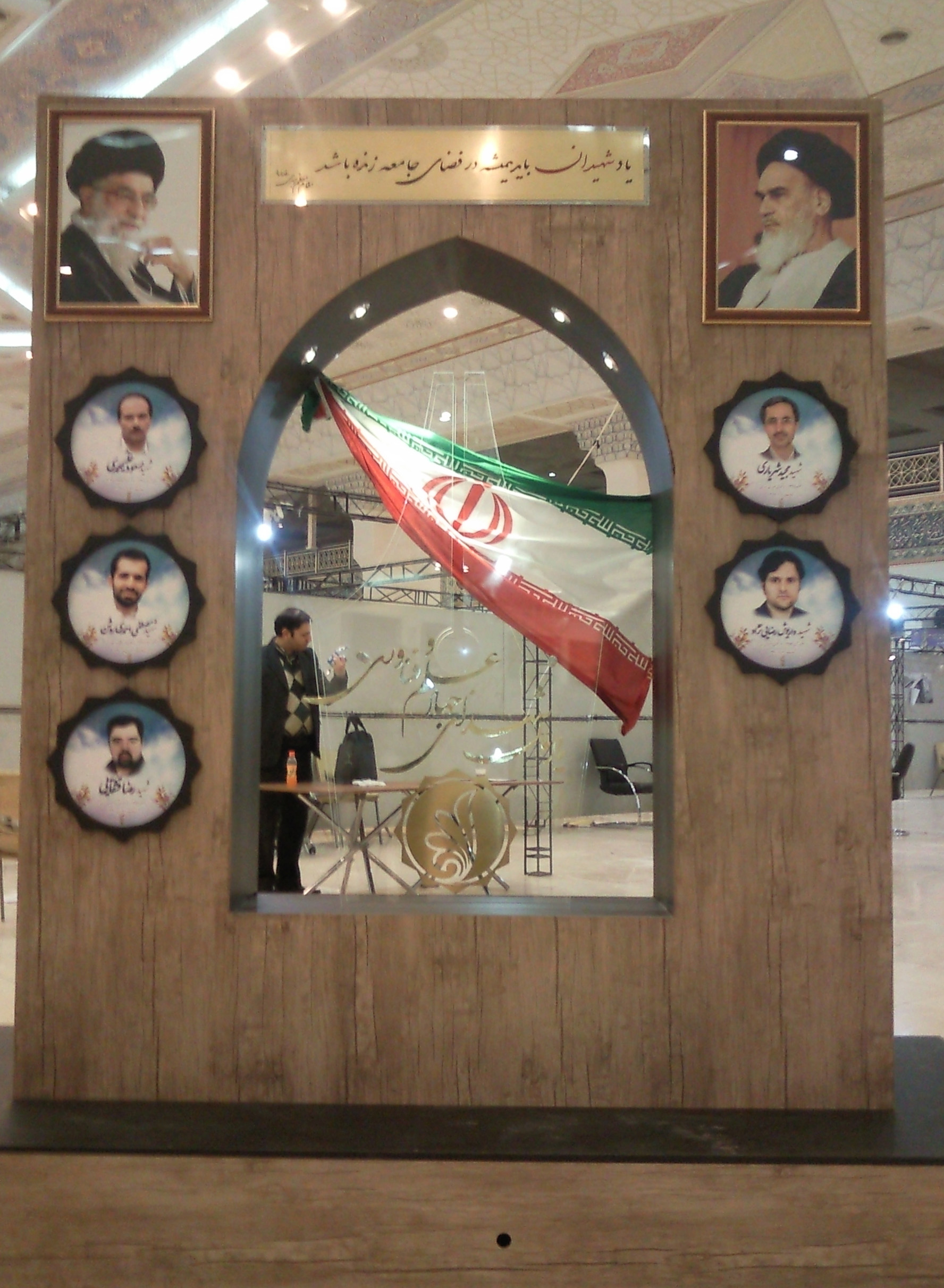
刺杀伊朗核科学家纪念碑

在第一次巴勒斯坦大起义期间，巴勒斯坦人权团体Al Haq谴责以色列士兵在约旦河西岸和加沙地带对巴勒斯坦人“蓄意的、冷血的......定点”杀戮。1993年，人权组织中东观察声称，以色列士兵经常以手无寸铁的巴勒斯坦人为目标，其中一些年龄在16岁以下，实施“预谋的暗杀”或定点清除，但以色列官员否认了这一指控。被否认的指控包括处决被拘留的巴勒斯坦人。
在第二次巴勒斯坦大起义期间，关于定点清除的争论仍在继续。巴勒斯坦人说，属于哈马斯并在定点清除中被射杀的人死于刺杀。以色列人说，那些被杀的人应对针对以色列人的袭击负责。以色列官员最初只承认对部分杀戮事件负责，以色列媒体称这种做法为“清算政策”（英語：liquidations policy），而巴勒斯坦人则称之为“国家恐怖主义”。 2001年1月，以色列官员证实了“定点清除的做法”。以色列关于定点清除的合法性争论集中在Thabet Thabet博士的案件上，他在新年前夜离开家时被暗杀。以色列活动人士称这次杀戮是“犯罪”、“黑手党式”及“不道德”。时任以色列副总理埃夫拉伊姆·斯内将该政策描述为“有效、精确及公正”。
华盛顿邮报称，在第二次起义期间，以色列的定点清除政策在以前的政策基础上有所扩大，不仅针对恐怖分子，而且还针对那些被认为是指挥或协调恐怖分子的人。在布什政府谴责这种做法之后，又发生了另一起有争议的杀戮事件：哈马斯领导人马哈茂德·马达尼在离开巴拉塔难民营的清真寺时被枪杀。以色列军方怀疑马达尼策划了在以色列的爆炸事件。当时，美国国务院发言人包潤石在国务院新闻发布会上谴责了巴勒斯坦人的暴力行为和以色列人的定点清除行为。美国国务卿科林·鲍威尔表示反对“定点清除政策”，美国国务院敦促以色列停止这种做法。后来时任民主党参议员的乔·拜登批评小布什政府谴责定点清除行动的行为。政府则继续反对以色列定点清除。 

在第二次巴勒斯坦大起义之后，以色列常规军事部队使用定点清除的做法愈发常见，在那时以色列安全部队常使用这种战术杀死巴勒斯坦武装分子。

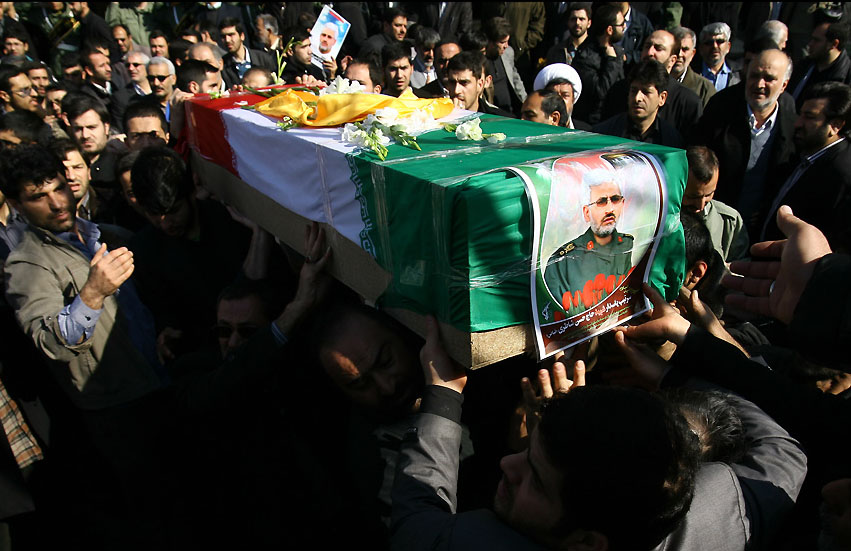
2013年2月在叙利亚被暗杀的伊朗少将哈桑·沙特里的葬礼

### 菲律宾
自罗德里戈·杜特尔特2016年就任总统以来，警方和治安维持会一直针对与毒品有关的犯罪嫌疑人，其中许多案件（一些涉及儿童）被认为是警方法外处决的结果。

### 叙利亚
2016年，叙利亚总统巴沙尔·阿萨德向英国政客戴维·戴维斯展示了一份电子表格，其中包含783名被叙利亚政府列为暗杀对象的人的身份。

## 欧洲
20世纪90年代的莫斯科，与毒品有关的“暴徒袭击”被考克斯新闻社和《亚特兰大宪法杂志》委婉地描述为“定点清除”。 
2002年3月20日，伊本·哈塔卜，在带领他对俄罗斯军队的民兵在车臣第一和第二次车臣战争，建立了许多有效的伏击针对俄罗斯军队以及管理外国武装人员和资金的大量涌入，被打死的时候俄罗斯联邦安全局(FSB) 雇佣的一名达吉斯坦信使给了哈塔布一封有毒的信。车臣消息人士称，这封信涂有“一种速效神经毒剂，可能是沙林毒剂或衍生物”。 
2004年2月13日，曾在1996年至1997年间担任独立的伊奇克里亚车臣共和国代理总统的泽利姆汗·扬达尔比耶夫在卡塔尔首都多哈在自己的运动型多用途车内被炸弹炸毁。 扬达尔比耶夫受重伤并在医院死亡。他13岁的儿子达乌德也受了重伤。袭击发生后的第二天，卡塔尔当局在俄罗斯大使馆的一处别墅内逮捕了三名俄罗斯人。其中一位是俄罗斯驻卡塔尔大使馆的一等秘书亚历山大·费季索夫，因其外交身份于3月获释；其余两人，即格鲁乌特工阿纳托利·亚布罗奇科夫（Anatoly Yablochkov）（又称贝拉什科夫）和瓦西里·普加乔夫（Vasily Pugachyov），被指控暗杀扬达尔比耶夫，企图暗杀其儿子达乌德·扬达尔比耶夫，以及向卡塔尔走私武器。有一些猜测称费季索夫被释放是为了换取拘留在莫斯科的卡塔尔摔跤手。2004年6月30日，两名俄罗斯人被判处无期徒刑；法官宣判后称，他们是按照俄罗斯领导人的命令采取行动的。但在2004年12月23日，卡塔尔同意将这些囚犯引渡到俄罗斯，二人将在那里服完无期徒刑。二人在2005年1月返回莫斯科时受到了英雄般的欢迎，但不久之后就从公众视野中消失了。俄罗斯监狱方面在2005年2月承认他们没有入狱，但表示卡塔尔的判决与俄罗斯“无关”。
车臣激进领导人沙米尔·巴萨耶夫据称曾对车臣及其周边地区的安全部队发动过多次游击袭击，并对2002年莫斯科剧院人质危机负责，被美国广播公司新闻描述为“世界范围内十大恐怖分子之一”。2006年7月10日，他在与车臣接壤的印古什共和国阿里-蒙古尔特村北奥塞梯边境附近的一次爆炸中丧生。根据官方对巴萨耶夫之死的说法，联邦安全局用无人机跟踪他，发现他的汽车接近一辆联邦安全局准备的满载炸药的卡车，并通过远程控制触发了炸药中的雷管。
据美国和英国的情报人员称，他们认为俄罗斯刺客和俄罗斯政府可能是在英国领土上至少14起定点清除的幕后黑手，英国警方予以驳斥并认为都不是可疑事件。

## 合法性与评价
虽然《联合国宪章》第二条第四款禁止一国对另一国进行武力威胁或使用武力，但有两种例外情况与定点清除是否合法的问题有关。(1) 在东道国同意的情况下使用武力；(2) 使用武力是为了应对武装袭击或迫在眉睫的威胁而进行的自卫，而东道国不愿或不能采取适当行动。有观点认为，必须根据国际人道法评估无人机定点清除的合法性，包括区分、相称性、人道和军事必要性的基本原则。 
美国总统贝拉克·奥巴马于2013年5月23日在国防大学发表的关于反恐的演讲中谈到了作战无人机的问题。他说：“美国的打击造成了平民伤亡，这是一个铁的事实”，他补充说，“这些死亡将困扰着我们。但作为总司令，我必须将这些令人心碎的悲剧与其他选择进行权衡。面对恐怖主义网络，什么都不做会招致更多的平民伤亡。”奥巴马表示，新的指导意见只允许瞄准那些对“美国人民构成持续和紧迫威胁”的恐怖分子，政府官员表示，这意味着只包括计划袭击美国本土或海外美国人的个人。奥巴马为使用无人驾驶飞机辩护，认为这只是因为美国 “正在与基地组织、塔利班及其相关势力处于战争状态”。 据奥巴马称，为了阻止恐怖分子获得立足点，将部署无人机，但只有在威胁迫在眉睫，以及没有希望抓到目标恐怖分子时；“几乎可以肯定”平民不会受到伤害；以及在“没有其他政府能够有效解决这一威胁”的情况下才会部署。袭击永远不会是惩罚性的。
乔治·梅森大学的奥黛丽·库尔特·克罗宁认为，虽然无人驾驶飞机在战术上是明智的，但它们未能推进美国反恐政策的战略目标。克罗宁称，恐怖主义本身是一种战术，但当一个令人震惊的事件被成功地利用来获取政治利益时，恐怖主义就会在战略层面上取得成功。“为了取得效果，反恐主义本身必须以一个连贯的战略来应对恐怖主义。华盛顿今天的问题是，它的无人机项目已经失去了最初的控制，以至于战术驱动战略而不是相反。”克罗宁同意乔治敦大学的丹尼尔·比曼（Daniel Byman）的观点，即无人机已经对基地组织造成了真正的伤害。然而，“华盛顿现在发现自己处于一场与不规则、地理上分散的敌人的持久战中，这个敌人与最初的911袭击策划者的联系越来越小。在这场无休止的较量中，美国有可能使其敌人成倍增加，并增加他们攻击美国的动机”。
人权观察组织认为，菲律宾对毒贩的法外处决是“有针对性的杀戮”。